# コールドウォーター郡区 (アイオワ州バトラー郡)
コールドウォーター郡区は、アメリカ合衆国、アイオワ州、バトラー郡にある16の郡区の一つである。2000年の国勢調査で、人口は1427人だった。

## 地理
コールドウォーター郡区は、93.8平方キロメートル（36.23平方マイル)で、Greeneが含まれる。アメリカ地質調査所によると、この郡区はBrethrenとHardemenとHaselroadとRose HillとSaint Marys CatholicとSouth VilmarとWilmarの7つの霊園が含まれる。